# Neufraunhofen
Neufraunhofen – miejscowość i gmina w Niemczech, w kraju związkowym Bawaria, w rejencji Dolna Bawaria, w regionie Landshut, w powiecie Landshut, wchodzi w skład wspólnoty administracyjnej Velden. Leży około 15 km na południe od Landshut.

## Dzielnice
W skład gminy wchodzą dwie dzielnice: 
- Neufraunhofen
- Vilslern

## Demografia
| Rok  | Liczba mieszk. |
| ---- | -------------- |
| 1970 | 966            |
| 1987 | 969            |
| 2000 | 1 061          |

## Oświata
(na 1999)

W gminie znajduje się przedszkole (50 miejsc i 38 dzieci).